# Sorriso Maroto
Sorriso Maroto é um grupo de samba originário do bairro do Grajaú, área nobre do Rio de Janeiro. Formado em 1997 pelo cantor e pandeirista Cris Oliveira, e mais tarde pelo cantor e compositor Bruno Cardoso. Até 2013, lançaram dez álbuns e diversas canções de grande sucesso: "Futuro Prometido"; "Estrela Maior"; "Coração Deserto"; "Me Olha Nos Olhos"; "Em Suas Mãos"; "Cadê Você"; "É Diferente"; "Nada de Pensar em Despedida"; "Pra Mim Não É"; "Eu Vacilei"; "Não Mereço Ser Amante"; "Amanhã"; "Tenho Medo"; "Sempre Meu Pensamento"; "Não Tem Perdão"; "Ainda Gosto de Você"; "Faz Assim"; "Fica Combinado Assim"; "Sinais"; entre muitos outros, que os tornaram um dos grupos de maior sucesso do país.

## História
A banda nasceu quando um grupo de amigos do Grajaú (bairro do Rio de Janeiro), bairro da zona norte do Rio de Janeiro, se juntou e começou a tocar apenas por diversão. Tudo começou pela iniciativa de Sérgio, que era o vocalista, naquela época com 23 anos de idade. Com o sucesso que começou entre os amigos, os integrantes começaram a levar a brincadeira a sério, no que hoje resulta no grupo Sorriso Maroto, formado por, Bruno (voz), Sérgio (violão), Fred (surdo), Cris (pandeiro) e Vinícius (teclado). O potencial artístico do grupo logo chamou atenção de empresários e produtores do ramo. A lista de shows foi aumentando e as noitadas da adolescência deram lugar aos compromissos de uma banda profissional. Aos poucos, o Sorriso Maroto foi conquistando espaço e amigos no universo pagodeiro e logo estava se apresentando nas principais casas de samba do Rio, abrindo shows para Zeca Pagodinho e Beth Carvalho, entre outros.
Em 2002, com o CD de estreia, Sorriso Maroto, o grupo se tornou um dos mais escutados nas rádios do país. Um ano, alguns sucessos e muitos shows depois, o grupo lançou o segundo CD de sua carreira, Por Você, apostando no samba romântico. A turnê deste disco ainda rendeu um bem sucedido projeto de CD e DVD, chamado Por Você: Ao Vivo, lançado em 2005, e tornando o Sorriso o grupo mais importante de samba romântico da atualidade. Um ano depois, o grupo lançou o CD É Diferente. O disco já deixa claro no título que as 14 músicas do álbum apresentam um grupo mais seguro e maduro, impulsionado pela robusta turnê dos 2 anos anteriores, baseada nos bem-sucedidos CD e DVD Por Você: Ao Vivo, que venderam mais de 120 mil cópias. Com o CD e o DVD É Diferente: Ao Vivo, que celebram uma década de sucessos, o Sorriso Maroto escreveu definitivamente seu nome e em letras garrafais na bem frequentada lista de quem conhece, entende e faz samba do bom. Em 2009, a Som Livre lançou o CD 100% Sorriso Maroto, reunindo tudo que o grupo tem de melhor, sendo relançado em 2012 pela Deckdisc.
No mesmo ano, o grupo lançou o CD e DVD Sinais, gravado em estúdio. O álbum vendeu mais de 70 mil cópias do CD e 50 mil do DVD e a música que dá nome ao disco concorreu a vários prêmios nacionais, além do grupo concorrer a muitos prêmios como por ex.: Prêmio Multishow de Música Brasileira 2010. Para esse álbum, o grupo lançou um clipe oficial da música "E Agora Nós?", com participação especial de Ivete Sangalo. Em 2010, o grupo ousou mais uma vez com o álbum em CD, DVD e Blu-Ray (o primeiro nessa mídia do grupo) Ao Vivo em Recife, que marca a estreia do grupo na gravadora Universal Music. O álbum foi gravado em um incrível show no dia 7 de agosto de 2010, no Marco Zero em Recife, Pernambuco, onde o grupo recebeu cerca de 1 milhão de pessoas. Esse álbum, além de trazer músicas inéditas como: "Na Cama", "Clichê" e "Ex-Namorada"; traz grandes sucessos do grupo, como: "É Diferente", "Preciso Viver", "Eu Vacilei", "Ainda Existe Amor Em Nós", "E Agora Nós?", "Amanhã", "Me Espera", "Ainda Gosto de Você", "Adivinha O Quê?" e "Por Você", entre outras músicas. "Não Tem Perdão" foi o primeiro single do Sorriso Maroto e de seu segundo álbum ao vivo, É Diferente: Ao Vivo. Essa música foi uma das mais baixadas na Internet em 2007, e é até hoje. Ao longo de sua carreira, o grupo apresentou inúmeros sucessos como: "Coração Deserto", "Ainda Gosto de Você", "Já Era", "Cadê Você", "Me Espera", "Eu Vacilei", "Por Você" (regravação de Barão Vermelho), "Nada de Pensar Em Despedida", "Disfarça", "Engano", "Estrela Maior", "Me Olha Nos Olhos", Adivinha o Que?" (regravação de Lulu Santos), "Futuro Prometido", "O Que Tinha Que Dar", "O Que É, O Que É", "Tenho Medo", "É Diferente", "Em Suas Mãos", "Não Tem Perdão", "Faz Assim", "Fica Combinado Assim", "A Primeira Namorada", "Amanhã", "Não Mereço Ser Amante", "Ainda Existe Amor Em Nós", "Sinais", "E Agora Nós?" (com participação especial de Ivete Sangalo), "Pra Mim Não É", "Por Quê?", "Na Cama", "Meu Adeus", "Clichê", "Se Eu Te Pego, Te Envergo", entre outros. No dia 1º de março de 2012, o grupo realizou um show na Quinta da Boa Vista, no aniversário da cidade do Rio de Janeiro, para a gravação do DVD em comemoração aos 15 anos de carreira, um show com muitos sucessos e músicas novas, com a participação de vários artistas: Jammil e Uma Noites, Trio Ternura, Coral Resgate, Grupo Revelação, Gusttavo Lima, entre outros. Do álbum, saiu o hit que ficou entre as mais tocadas no Brasil, "Assim Você Mata o Papai". No mesmo ano, gravou uma música com Michel Teló, "É Nóis Fazê Parapapá".
Em 2013, depois do sucesso do DVD comemorativo de 15 anos de carreira e de vencer o Prêmio Multishow de Música Brasileira 2013 na categoria Melhor Grupo, o Sorriso Maroto lançou pela Som Livre o EP Riscos e Certezas. Com o clima do "pagodinho diferente" marcante do grupo, o CD traz seis músicas para fazer a galera sambar e se emocionar, como a canção romântica "Mais Fácil (Easier)", em que o Sorriso canta com Brian McKnight, músico norte-americano que conquistou o Brasil com a versão da música "Back At One", interpretada por ele e Ivete Sangalo em 2002. Em "Guerra Fria", o grupo contou com a participação especial da dupla sertaneja Jorge & Mateus. O CD traz também a bônus track "Fofinha Delícia (Excesso de Gostosura)", que foi tema de Perséfone, personagem de Fabiana Karla na novela Amor à Vida. Em dezembro, a Deckdisc lançou Fundamental, compilações com vários artistas que fizeram história pela gravadora, incluindo o Sorriso. Traz dois discos que relembram sucessos desde o álbum Sorriso Maroto, de 2002 à Sinais, de 2009. Em cada um deles, há as versões de estúdio e ao vivo de "Por Você" e "Futuro Prometido".
Gravado no Maracanãzinho em agosto de 2014, o quinto DVD ao vivo do grupo, Sorriso Eu Gosto: Ao Vivo no Maracanãzinho, contou com uma megaestrutura especial para criar um grande espetáculo. Nessa superprodução, o grupo interpretou os sucessos "Instigante", "Tá Bom, Aham" e "Guerra Fria". Além disso, o show contou com algumas participações: a estrela do funk, Anitta, cantou a música "Na Maldade", o grupo Bom Gosto esteve presente em "Tudo Tem Saída" e um coral de crianças pôs voz em "Areia em Minhas Mãos". Em um vídeo especial, exibido durante a gravação, Mr. Catra e Valesca Popozuda comandaram um grupo de 100 figurantes a fazer um juramento especial ao Sorriso Maroto.
Em 2016, para comemorar os 18 anos de carreira, o grupo se hospedou durante 20 dias em uma mansão em São Conrado, no Rio de Janeiro. Buscavam resgatar, através da convivência e da proximidade, as raízes do processo criativo da banda. Foi dessa experiência de imersão total que nasceu o CD De Volta Pro Amanhã. O produto traz um repertório de 14 faixas inéditas. O projeto foi todo acompanhado por uma equipe de filmagem e transmitido online nas redes sociais da banda. De Volta Pro Amanhã contou com as participações de Nego do Borel, Roupa Nova e Wesley Safadão. O primeiro single do álbum foi a canção “Dependente”.
Em agosto de 2017, o grupo realizou no KM de Vantagens Hall (antigo Metropolitan), na Barra da Tijuca, Rio de Janeiro, um show que deu origem ao álbum De Volta Pro Amanhã - Ao Vivo. O projeto comemorou os 20 anos de carreira do Sorriso Maroto, trazendo faixas do recente álbum de estúdio de mesmo nome e hits que marcaram a história do quinteto. O projeto foi dividido em três volumes, que representam o futuro, chamado de De Volta Pro Amanhã – Vol. 1, o passado, De Volta Pro Amanhã – Vol. 2, e o presente, De Volta Pro Amanhã – Vol. 3. O show realizado não fez parte de um DVD, apenas seu áudio deu origem aos CDs e a versão ao vivo de "Anjos Guardiões de Amor" foi lançada como single para promover o material.
Entre março e agosto de 2018, o vocalista Bruno Cardoso se afastou do grupo e dos palcos para se tratar de uma miocardite. O cantor foi substituído por Thiago Martins, dando início ao projeto #TodosCantamSorriso, turnê criada para o grupo continuar na estrada durante a recuperação de Bruno. Dentro desta turnê, outros artistas como Thiaguinho, Mumuzinho, Anitta, Dilsinho, Ferrugem, Marcos & Belutti, Turma do Pagode e Michel Teló fizeram participações em alguns shows do grupo.
O grupo lança, em março de 2019, seu oitavo álbum ao vivo. Intitulado Ao Cubo, Ao Vivo, Em Cores, o material foi gravado em um cenário cúbico com painéis de luzes coloridas e com filmagens feitas por aparelhos celulares. Dilsinho e Ferrugem participaram do álbum que foi o primeiro do grupo desde a chegada à Sony Music. Em agosto do mesmo ano, o grupo anunciou uma pausa nos shows entre agosto e início de setembro devido a uma nova cirurgia de Bruno Cardoso, que foi diagnosticado com um derrame pleural.
Em fevereiro de 2020, o Sorriso grava na Praia do Francês, em Alagoas, seu sétimo DVD, intitulado "A.M.A - Antes que o Mundo Acabe". O projeto, que contou com as participações de Belo, Lauana Prado, MC WM e Tony Salles, vocalista do Parangolé, tem o objetivo de gerar ações que tenham impacto positivo nas vidas das pessoas, criando um projeto audiovisual que proporcionasse uma poderosa experiência de amor, música e diversão. Após ser divulgada separada em sete volumes, o álbum foi lançado integralmente em maio de 2021. No fim de 2021, é lançado o EP "A.M.A - Acústico em Alagoas" reunindo cinco músicas do repertório do DVD em versões acústicas gravadas em pontos turísticos do estado de Alagoas. Outra canção do álbum A.M.A., Nosso Flow foi regravada posteriormente em uma nova versão produzida por Malak e com participações de L7nnon, MD Chefe e MC Dricka.
No início de 2022, o Sorriso lança em parceria com o cantor Dilsinho o projeto "Juntos", com um álbum de 12 faixas inéditas e uma turnê feita durante o mês de abril do mesmo ano, terminada no Rio de Janeiro com a gravação do DVD do projeto, lançado no segundo semestre. A relação de amizade entre os artistas iniciou-se em 2014, quando Bruno Cardoso produziu o primeiro CD do cantor, além de composições e duetos nas músicas "Pouco a Pouco" (do álbum Terra do Nunca) e "50 Vezes" (lançada pelo grupo no álbum Ao Cubo, Ao Vivo, Em Cores). Ainda em 2022, o grupo lança o álbum "Como Antigamente", contendo canções inéditas.
Iniciando as comemorações pelos 25 anos de carreira, o Sorriso Maroto lança em 2023 o álbum "Sorriso Eu Gosto - No Pagode", projeto que apresenta regravações de sucessos da carreira do grupo em formato de roda de samba, montada no Jockey Club, no Rio de Janeiro. O álbum, que conta com a participação de 21 artistas (entre eles Ferrugem, Gloria Groove, Péricles, Ludmilla, Dilsinho, Menos é Mais, Pique Novo, Jeito Moleque e Di Propósito), foi lançado nas plataformas de streaming dividido em dois volumes. "Sorriso Eu Gosto - No Pagode" ganhou um segundo volume, lançado no ano seguinte, com quatro músicas inéditas e regravações de grandes sucessos de Exaltasamba e Soweto, numa celebração às referências musicais da banda, tendo as participações de Belo e Chrigor.
Em 31 de dezembro de 2023, o Sorriso encerrou o ano com um show na festa de Réveillon na Marina da Glória, Rio de Janeiro. No mesmo dia, a cantora Anitta também realizou um show. Em 2024, o show Sorriso As Antigas levou mais de 60 mil pessoas ao Estádio do Maracanã, além do lançamento de um álbum derivado da turnê, gravado durante apresentações em São Paulo, Belo Horizonte e Salvador.
No início de 2025, o Sorriso foi ao lendário Abbey Road Studios, em Londres, gravar o terceiro volume do projeto Sorriso Eu Gosto - No Pagode, que homenageou a carreira e o legado do Fundo de Quintal, com a releitura de grandes sucessos do grupo ao longo de quase 50 anos de carreira.

## Integrantes
- Bruno Cardoso - voz
- Sérgio Jr. - violão
- Cris Oliveira - pandeiro e reco-reco
- Vinícius Augusto - teclado
- Fred Araújo - surdo e percussão

## Discografia
- Sorriso Maroto (2002)
- Por Você (2003)
- Por Você Ao Vivo (2005)
- É Diferente (2006)
- É Diferente Ao Vivo (2007)
- 100% Sorriso Maroto (2009)
- Sinais (2009)
- Ao Vivo em Recife (2010)
- Sorriso 15 Anos (2012)
- Riscos e Certezas (2013)
- Sorriso Eu Gosto: Ao Vivo no Maracanãzinho (2014)
- De Volta Pro Amanhã (2016)
- De Volta Pro Amanhã - Ao Vivo (2017)
- Ao Cubo, Ao Vivo, Em Cores (2019)
- A.M.A - Ao Vivo (2021)
- A.M.A - Acústico em Alagoas (2021)
- Juntos (com Dilsinho)  (2022)
- Juntos - Ao Vivo no Rio de Janeiro (com Dilsinho)  (2022)
- Como Antigamente (2022)
- Sorriso Eu Gosto – No Pagode (2023)
- As Antigas – Ao Vivo (2024)
- Sorriso Eu Gosto no Pagode: Vol. 2 (2024)
- Sorriso Eu Gosto no Pagode Vol. 3 – Homenagem ao Fundo de Quintal (Gravado em Londres) (2025)